# Ян Непомуцен Франке
Ян Непомуцен Франке (пол. Jan Nepomucen Franke; 4 жовтня 1846, Львів — 6 серпня 1918, там само) — польський математик, doctor honoris causa Львівської Технічної академії (1912). Завідувач кафедри теоретичної механіки і теорії машин (1870—1892) і ректор Львівської Технічної академії (1874—1875). Дійсний член Краківської академії наук (з 1885). Почесний доктор Львівської політехніки (1912).

## Життєпис

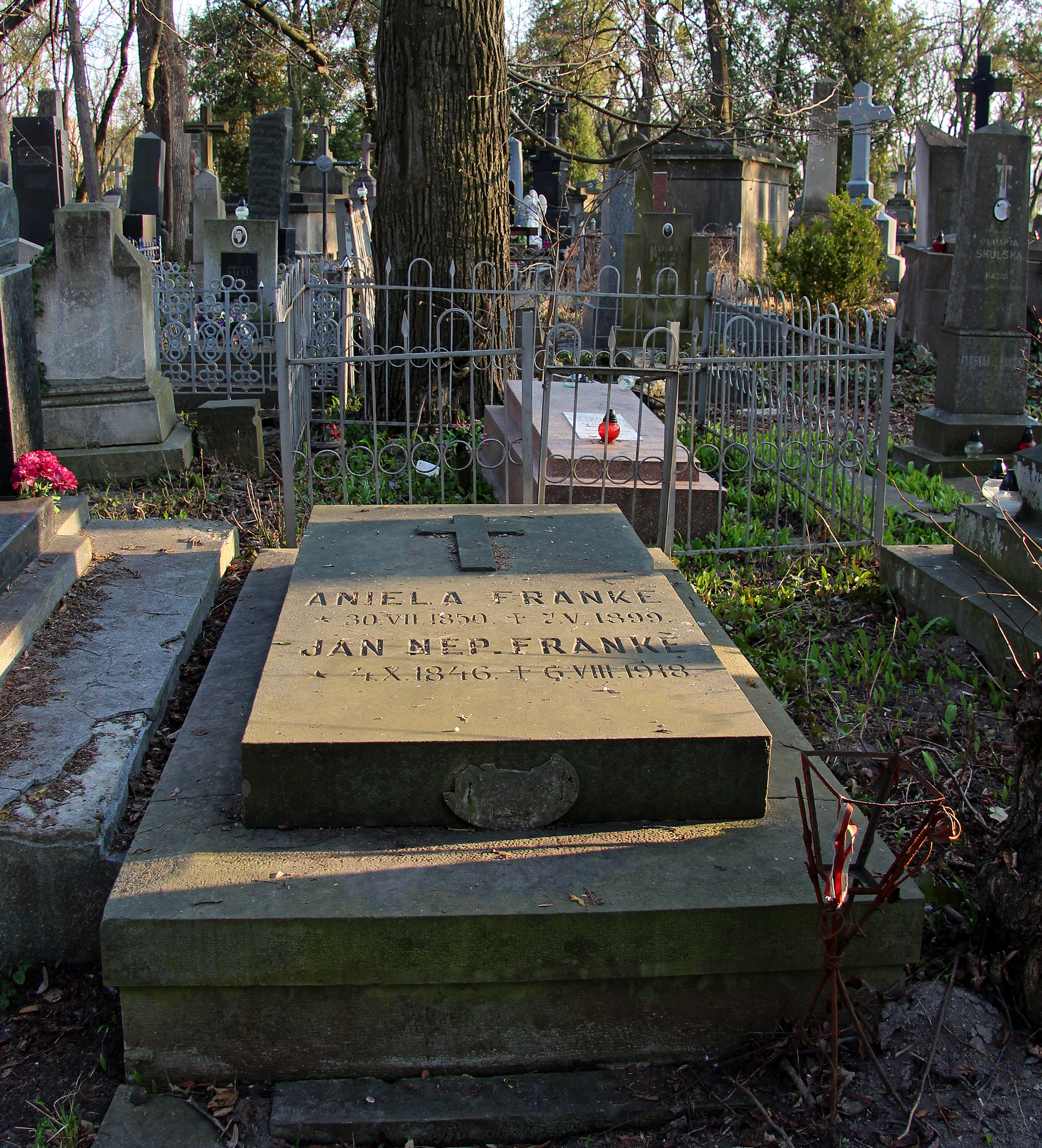

Закінчив середню школу у Львові, а також два курси навчання Львівського технічного інституту, закінчив Віденський технічний університет (факультет будови машин). Повернувшись до Львова став асистентом кафедри механіки і нарисної геометрії Львівського технічного інституту, якою керував геометр, маляр і музикант Кароль Машковський.
Упродовж року вивчав математику в Цюриху, потім рік вивчав астрономію в Парижі. Тимчасом Львівський технічний інститут перетворено на Технічну академію, а кафедру, де працював Франке, розділено, створивши нову — кафедру теоретичної механіки. Завідувачем обрано молодого, 24-літнього тоді, Яна Франке. Згодом кафедру перейменовано на «теоретичної механіки і теорії машин». Читав лекції для студентів-хіміків, був доцентом у Дублянській академії. На посаді проректора та ректора бачив недостатню кількість кваліфікованих вступників, які могли навчатися в Технічній академії, тому з 1892 року, як інспектор середніх і промислових шкіл, збільшує кількість реальних і промислових шкіл.
З 1876 — член-кореспондент, з 1885 — дійсний член Краківської академії наук. 1880 року вступив до Політехнічного товариста у Львові. Від 1895 — почесний член товариства.
Написав підручник з обслуговування парових котлів (виданий у 1877, перевиданий у 1891, 1899 і ще кілька разів), видав біографію польського вченого XVII століття Яна Брожка, що ґрунтувалася на власній дослідній роботі з архівними даними. Автор понад 20 наукових праць з теоретичної механіки, кінематичної геометрії та історії математичних наук.
До самої смерті мешкав на вулиці Асника, 9 (нині — вул. Богомольця). Похований на Личаківському цвинтарі у Львові, поле № 57.